# Fridrich IV. Habsburský
Fridrich IV. Habsburský zv. s prázdnou kapsou (1382 – 24. června 1439) byl vévoda a hrabě tyrolský v letech 1406–1439. Stal se zakladatelem tzv. starší tyrolské větve Habsburků.

## Původ a počátky vlády
Narodil se jako čtvrtý syn rakouského vévody Leopolda III. a Viridis Viscontiové.
Už jako chlapec se podílel na vládě se starším bratrem Leopoldem v Předních Rakousích a v roce 1406 se ujal vlády v Tyrolsku a územích před Arlbergem. Zpočátku se musel bránit Appenzellernům, žijícím severně od Tyrol, poté Benátčanům, kteří se usídlili na území tridentské kapituly a nakonec Wittelsbachům ze severu. Fridrich si počínal velmi dobře a všechny tyto útoky zažehnal. Dalšímu konfliktu čelil ze strany tyrolské šlechty vedené hofmistrem Heinrichem Rottenburgem.

## Říšská klatba
Vévoda Fridrich podporoval během kostnického koncilu papeže Jana XXIII. a za pomoc při papežově útěku roku 1415 byl dokonce dán císařem Zikmundem do klatby a k tomu uvězněn. Z kostnického vězení se podařilo vznešenému vězni na jaře roku 1416 uprchnout a po čase se s císařem smířil. Přišel však o území v Aargau, které získalo Švýcarské spříseženstvo. Území před Arlbergem opět ovládl až v roce 1424. Vládu v Tyrolsku se pokoušel udržet i Fridrichův bratr Arnošt Železný, což se nakonec podařilo i díky podpoře sedláků a měšťanů.

## Regent v Rakouských zemích
Od roku 1420 sídlil Fridrich v Innsbrucku. Díky příjmům z obchodování a těžby stříbra v Gossensassu a ve Schwazu se stal nejbohatším Habsburkem. V letech 1424–1435 byl opatrovníkem Fridricha a Albrechta, synů zemřelého bratra Arnošta.
Zemřel roku 1439 a pohřben byl v cisterciáckém klášteře Stams.

## Manželství a potomci
Byl dvakrát ženatý. Z prvního manželství s Alžbětou Falckou († 1408) se narodila dcera:
- Alžběta (*/† 1408)

Z druhého manželství s Annou Brunšvickou († 1432) měl čtyři děti, z nichž se dospělosti dožil pouze jeden syn:
- Markéta (1423–1424)
- Hedvika (1424–1427)
- Wolfgang (*/† 1426)
- Zikmund zv. Bohatý (1427–1496)